# Élections législatives de 1919 dans le Loiret
Les élections législatives de 1919 dans le Loiret sont des élections françaises qui ont eu lieu le 16 novembre 1919 dans le département du Loiret dans le cadre des élections législatives françaises de 1919.

## Résultats départementaux

### Par listes
| Listes         | Listes                                             | Premier tour | Premier tour | Sièges |
| Listes         | Listes                                             | Voix         | %            | Sièges |
| -------------- | -------------------------------------------------- | ------------ | ------------ | ------ |
|                | Liste d'Union républicaine démocratique du Loiret  | 31 930       | 41,84        | 3      |
|                | Liste des "Candidats des Républicains"             | 30 930       | 40,53        | 2      |
|                | Liste du Parti socialiste unifié (S.F.I.O.)        | 8 465        | 11,09        | 0      |
|                | Liste de concentration et rénovation républicaines | 3 915        | 5,13         | 0      |
|                |                                                    |              |              |        |
| Inscrits       | Inscrits                                           | 105 208      | 100,00       | 5      |
| Votants        | Votants                                            | 78 215       | 74,34        |        |
| Abstention     | Abstention                                         | 26 993       | 25,66        |        |
| Blancs et nuls | Blancs et nuls                                     | 1 895        | 2,42         |        |
| Exprimés       | Exprimés                                           | 76 320       | 97,58        |        |

### Par candidats
| Candidat       | Candidat           | Tendance       | Premier tour | Premier tour |
| Candidat       | Candidat           | Tendance       | Voix         | %            |
| -------------- | ------------------ | -------------- | ------------ | ------------ |
|                | René Le Brecq      | FR             | 32 537       | 42,63        |
|                | Louis Darblay      | FR             | 32 257       | 42,27        |
|                | Giton              | FR             | 31 735       | 41,58        |
|                | Georges Maurisson  | FR             | 32 036       | 41,98        |
|                | Jean Cochery       | FR             | 31 088       | 40,73        |
|                |                    |                |              |              |
|                | Fernand Rabier     | PRRRS          | 31 297       | 41,01        |
|                | Henri Roy          | PRRRS          | 29 889       | 39,16        |
|                | Charles Roux       | PRRRS          | 31 405       | 41,15        |
|                | Marcel Donon       | PRRRS          | 30 551       | 40,03        |
|                | Pierre Dezarnaulds | PRRRS          | 31 512       | 41,29        |
|                |                    |                |              |              |
|                | Eugène Frot        | SFIO           | 8 645        | 11,33        |
|                | Boisnier           | SFIO           | 8 428        | 11,04        |
|                | Lemarie            | SFIO           | 8 293        | 10,87        |
|                |                    |                |              |              |
|                | Grégoire           | DVC            | 4 482        | 5,87         |
|                | Blocq              | DVC            | 3 669        | 4,81         |
|                | Hybord             | DVC            | 3 713        | 4,87         |
|                | Defrance           | DVC            | 4 005        | 5,25         |
|                | Sarrazin           | DVC            | 3 703        | 4,85         |
|                |                    |                |              |              |
| Inscrits       | Inscrits           | Inscrits       | 105 208      | 100,00       |
| Votants        | Votants            | Votants        | 78 215       | 74,34        |
| Abstention     | Abstention         | Abstention     | 26 993       | 25,66        |
| Blancs et nuls | Blancs et nuls     | Blancs et nuls | 1 895        | 2,42         |
| Exprimés       | Exprimés           | Exprimés       | 76 320       | 97,58        |